# Laura Condon
Laura Condon, née le 18 mars 1997 à Castres, est une footballeuse française évoluant au poste de milieu de terrain.

## Carrière

### Carrière en club
Laura Condon évolue dans sa jeunesse au FC Brassac et à l'US Castres Football. En 2012, elle rejoint le Toulouse FC, et réalise ses débuts en première division lors de la saison 2012-2013. En juillet 2015, elle devient joueuse de l'ASPTT Albi.

### Carrière en sélection
Elle compte trois sélections avec l'équipe de France des moins de 16 ans en 2013, six sélections avec l'équipe de France des moins de 17 ans en 2013, vingt-six sélections en équipe de France des moins de 19 ans entre 2015 et 2016 (et un but marqué), et cinq sélections en équipe de France des moins de 20 ans en 2016.

## Palmarès
Avec la sélection nationale, elle remporte le championnat d'Europe des moins de 19 ans 2016, et atteint la finale de la Coupe du monde des moins de 20 ans 2016.